# ريتشارد إلدريدج
ريتشارد إلدريدج اسمه الكامل ريتشارد جون إلدريدج (بالإنجليزية : Richard John Aldridge) ولد في 16 ديسمبر 1945 - و توفي في 4 فبراير 2014 هو عالم بريطاني في علم الحفريات ، وكان أستاذًا للبينيت في الجيولوجيا بجامعة ليستر.
بدأ مهنة الدريدج في جامعة ساوثامبتون قبل الانتقال إلى محاضرة مؤقتة في جامعة لندن، ثم إلى جامعة نوتنجهام حيث بقي حتى عام 1989 عندما انتقل، أثناء مراجعة أوكسبيرج لعلوم الأرض، إلى مؤسسته الحالية، جامعة ليستر، حيث شغل فترتين كرئيس قسم. وقد ركزت أبحاث الدريدج في المقام الأول على التصوير الحيوي للثقافة السماوية والعلم الحيوي القديم وكان أحد مساهماته الأساسية هو الكشف عن الطبيعة الفقارية لحيوان الخلع الغامض، وذلك أساسا بالتعاون مع ديريك بريغز وإيوان كلاركسون. وقد تحقق ذلك من خلال التحليل الدقيق للبقايا الهيكلية، ولكن أيضًا من خلال تحليل بقايا الأنسجة الناعمة النادرة من كونودونت. أدى ذلك بطبيعة الحال إلى التركيز الحالي للبحوث في الدريدج والذي هو الأحفوري "Lagerstätten".
حصل ألدريدج على وسام "Pander Medal" في مجتمع "Pander" عام 2006. وكان رئيس جمعية علم الأحافير وجمعية Micropalaeontological" Society" (من 1995-إلى 1998) .